# John Draper
Pour les articles homonymes, voir John, Draper et Crunch.
John Draper, connu également sous le nom Captain Crunch, est un phreaker américain. Son surnom provenait des boîtes de céréales Cap'n Crunch de la société Quaker Oats. Il est également un ami du phreaker aveugle Joe Engressia.
Vers la fin des années 60, Quaker Oats offrait avec ses céréales un sifflet pour les enfants. Ce sifflet accordé sur le mi 6  [un peu bas - échelle française] permettait de reproduire la tonalité à 2600 Hz utilisée par la compagnie téléphonique Bell pour ses lignes longue distance. 
Il a lui-même démenti cette légende dans le documentaire « Pir@tage », dans lequel il raconte qu'un jour, en faisant des tests sur un émetteur radio FM sur lequel il a communiqué son numéro de téléphone, ce fut Joe Engressia qui lui répondit, en lui disant qu'il hackait lui aussi mais seulement les téléphones et qu'il connaissait une manière pour téléphoner gratuitement, en émettant un signal de 2 600 hertz.
Plus précisément, une ligne longue distance inoccupée émettait en permanence une tonalité de 2 600 Hz, indiquant à un central téléphonique qu'elle est prête à recevoir un appel. Cette propriété découverte par hasard a été exploitée par les phreakers pour passer gratuitement des appels longue distance, le plus souvent par le biais d'un dispositif électronique servant entre autres à générer la fameuse tonalité de 2600 hertz : la blue box. John Draper était l'un des pionniers de l'utilisation et de la propagation de cette technique.
En pratique, le phreaker appelle un numéro vert distant. Le central téléphonique local attribue alors une ligne longue distance inoccupée et enregistre l'appel sans facturation. Avant que le central distant appelé ne décroche, le phreaker émet la tonalité 2 600 Hz, faisant croire à la ligne interurbaine qu'il a raccroché et qu'elle est désormais libre d'accepter un autre appel, alors que le central local du phreaker n'a reçu aucun signal indiquant que l'appel est terminé. Disposant toujours d'une ligne inoccupée, il compose alors le vrai numéro qu'il désire appeler, le central croyant qu'il s'agit toujours d'un appel sur numéro vert.
Captain Crunch a été condamné à deux mois de prison en 1976 à la prison fédérale de Lompoc, en Californie. Ce fut le verdict du procès quand il a été arrêté quatre ans plus tôt en train de faire du phreaking à Sydney, en Australie, cinq États des États-Unis ayant décidé de poursuivre le piratage téléphonique.